# Historia de los judíos en Guatemala
La historia de los judíos en Guatemala tiene sus orígenes durante la era virreinal, particularmente bajo el dominio del Virreinato de Nueva España, al que pertenecía la Capitanía General de Guatemala. Aunque la presencia judía no fue oficialmente reconocida durante ese periodo debido a las políticas del Santo Oficio de la Inquisición, existen registros históricos que apuntan a la llegada de criptojudíos —judíos conversos al cristianismo.— quienes huían de la persecución religiosa en España y Portugal.

## Era Virreinal
Durante los siglos XVI y XVII, tras la expulsión de los judíos en 1492 por los Reyes Católicos, muchos judíos sefardíes se convirtieron al cristianismo en apariencia y emigraron hacia América en busca de libertad religiosa. En la región que hoy es Guatemala, algunos de estos criptojudíos lograron establecerse, principalmente en centros urbanos como Santiago de los Caballeros de Guatemala, la capital de la capitanía general, y en regiones dedicadas al comercio y la agricultura.
La Inquisición en Guatemala, subordinada al Tribunal del Santo Oficio de México, vigilaba estrechamente a los sospechosos de judaizar. Existen documentos que revelan casos de personas procesadas por prácticas judías en la ciudad de Antigua Guatemala. Sin embargo, a diferencia de México o Perú, el alcance de la Inquisición en Centroamérica fue menos riguroso, lo que permitió a algunos criptojudíos subsistir en relativa discreción.
El papel de los criptojudíos en el comercio, la medicina y las artes fue significativo, aunque siempre envuelto en la sombra del anonimato. Algunos lograron integrarse a la élite criolla a través de matrimonios estratégicos, mientras que otros mantuvieron prácticas discretas de su fe original, transmitidas oralmente a través de generaciones.

## SigloXIXy la independencia
Con la independencia de Centroamérica en 1821 y la disolución del orden virreinal, las políticas religiosas se relajaron, permitiendo la llegada de judíos europeos asquenazíes y sefardíes a Guatemala a finales del siglo XIX, muchos de los cuales se establecieron en la capital y en regiones comerciales importantes como Quetzaltenango.